# A fára és fatermékekre vonatkozó uniós rendelet
A fára és fatermékekre vonatkozó uniós rendelet (995/2010/EU rendelet, röviden EUTR) az Európai Unió 2010. október 20-án kelt rendelete, amelynek célja, hogy az EU-n belül ne kerülhessen kereskedelmi forgalomba illegális kitermelésből származó fa és abból készült termékek. A rendelet tiltja az illegális kitermelésből származó fának és az abból készült termékeknek az uniós piacon való forgalomba hozatalát, és meghatározza a piaci szereplők kötelezettségeit. Az Európai Bizottság 2008 októberében benyújtott javaslatát az Európai Parlament és a tagállamok két évvel később, 2010 októberében fogadták el. A rendelet 2013. március 3-tól minden európai uniós tagállamban alkalmazandó.

## A rendelet

### Háttér
Az illegális fakitermelésnek – az olyan fakivágásnak, amely a kivágás helye szerinti ország jogszabályaiba ütközik – súlyos gazdasági, környezeti és társadalmi következményei vannak a világ legértékesebb eddig fennmaradt erdőire és az azoktól függő közösségekre nézve. Bevételkiesést eredményez, hiábavalóvá teszi a legálisan működő piaci szereplők erőfeszítéseit, összefüggésbe hozható az erdőirtással, a biológiai sokféleség csökkenésével, az üvegházhatást okozó gázok kibocsátásával, továbbá gyakori velejárója, hogy harc alakul ki a földterületekért és az erőforrásokért, és az őshonos lakosság elveszíti önrendelkezését.
Az EU fontos exportpiacot jelent az olyan országok számára, ahol az erdészeti ágazatban a legsúlyosabb törvénytelenségek és hatósági, végrehajtási hiányosságok tapasztalhatók. A potenciálisan illegális forrásból származó fa és az abból készült termékek uniós piacra bocsátásának megengedésével az európai uniós országok lényegében hozzájárulnak az illegális fakivágás gyakorlatának fennmaradásához.
A probléma megoldása érdekében az EU 2003-ban kidolgozta az erdőgazdálkodással kapcsolatos jogérvényesítés, irányítás és kereskedelem (angol rövidítéssel FLEGT) cselekvési tervet amelyet két évvel később elfogadott rendelet valósít meg a gyakorlatban. Ez számos intézkedést ír elő az illegálisan kitermelt fa piacokról való kiszorítása, a legális faellátás javítása és a felelősségteljes gazdálkodásból származó fatermékek iránti kereslet növelése érdekében. A cselekvési terv két legfontosabb elemét a fára és a fatermékekre vonatkozó uniós rendelet és az önkéntes partnerségi megállapodások (a faexportőr országokkal kötendő, az illegális forrásokból származó faanyag uniós piacra jutását megakadályozó kereskedelmi szerződések) jelentik.

### Áttekintés
A világszerte gondot jelentő illegális fakivágás megakadályozása érdekében a fára és fatermékekre vonatkozó uniós rendelet tiltja az illegális kitermelésből származó fának és az abból készült termékeknek az uniós piacon való forgalomba hozatalát. A rendelet két kategóriába sorolja a fát és fatermékeket forgalmazó természetes és jogi személyeket – a piaci szereplők és a kereskedők kategóriájába. A két csoportra eltérő kötelezettségek vonatkoznak.
A piaci szereplőknek – a rendelet meghatározása alapján a fát vagy fatermékeket az európai uniós piacon első alkalommal forgalomba hozó természetes és jogi személyeknek – „kellő gondossággal” kell eljárniuk. A kereskedők – a rendelet meghatározása alapján azok a természetes vagy jogi személyek, amelyek az európai uniós piacon már forgalomba hozott fát vagy fatermékeket vásárolnak és adnak el – kötelesek nyilvántartást vezetni beszállítóikról és vevőikről azok nyomon követhetőségének lehetővé tétele érdekében.

### Kellő gondosság
A piaci szereplőknek a fa vagy fatermékek európai uniós piacon való forgalomba bocsátásakor „kellő gondossággal” kell eljárniuk annak érdekében, hogy minél kisebbre csökkentsék annak kockázatát, hogy illegálisan kitermelt fa vagy azt tartalmazó termék kerüljön forgalomba az uniós piacon.
Más szóval, három elemen alapuló kockázatkezelési rendszert kell alkalmazniuk:
- Adatgyűjtés: A piaci szereplőnek információval kell rendelkeznie a fa, illetve a fatermék jellemzőiről, a kitermelési országról (adott esetben a kitermelés országon belüli régiójáról és a kitermelési koncesszióról), a fajtáról, a mennyiségről, a beszállító adatairól és arról, hogy a nemzeti szabályozást betartották-e.
- Kockázatértékelés: A piaci szereplőnek a fenti információk alapján és a rendeletben szereplő kritériumok figyelembevételével értékelnie kell, hogy ellátási láncába milyen eséllyel kerülhetett illegálisan kitermelt fa.
- Kockázatcsökkentés: Ha az ellátási láncban nem elhanyagolható mértékű az illegálisan kitermelt fa jelenlétének lehetősége, a piaci szereplőnek további intézkedésekkel csökkentenie kell a kockázatot, például azzal, hogy beszállítóját további adatszolgáltatásra és ellenőrzésekre szólítja fel.

A piaci szereplők választhatnak, hogy kidolgozzák saját, a „kellő gondosság elvén alapuló” rendszerüket, vagy valamelyik ellenőrző szervezet rendszerét alkalmazzák.

## A rendelet hatálya alá tartozó termékek
A jogszabály egyaránt vonatkozik az EU-ban előállított és az importból származó faanyagra és fatermékekre. A rendelet hatálya alá tartoznak többek között: a tömör fából készült termékek, a padlózatok, a rétegelt lemezek, a papíripari rostanyag stb. A rendelet hatályán kívül esnek az újrafeldolgozott termékek és a papírnyomtatványok, például a könyvek és a sajtótermékek.
A rendelet előírásaival összhangban lévőnek kell tekinteni minden olyan faanyagot és faterméket, amelynek van érvényes FLEGT-engedélye vagy CITES-engedélye.
A jogszabály hatálya alá tartozó termékek átfogó felsorolása megtalálható a rendelet mellékletében.
A rendelet nem érinti azokat a magánszemélyeket, akik saját személyes használatra vásárolnak vagy adnak el faanyagot vagy faterméket.

## A rendelet alkalmazása
A fára és fatermékekre vonatkozó uniós rendelet valamennyi tagállamban kötelező érvényű. A jogalkotónak minden országban hatékony, arányos és visszatartó erejű szankciókat kell meghatároznia a rendelet betartása érdekében. Minden tagállamban működik egy kijelölt illetékes hatóság, amely a rendelet végrehajtásáról gondoskodik, Magyarországon erre a feladatra a Nemzeti Élelmiszerlánc-biztonsági Hivatal (NÉBIH) lett kijelölve.
A magyarországi végrehajtással kapcsolatos aktuális információk a NÉBIH EUTR portálján érhetők el.

## Végrehajtási rendeletek
2012. február 23-án az Európai Bizottság elfogadta a 363/2012/EU bizottsági rendeletet az ellenőrző szervezetek elismerésére és az elismerés visszavonására vonatkozó szabályok rögzítése érdekében.
Ezenkívül a Bizottság 2012. július 6-án elfogadta a 607/2012/EU bizottsági végrehajtási rendeletet is a fára és fatermékekre vonatkozó rendeletnek az EU egész területén történő egységes alkalmazása érdekében. A rendelet részletesen előírja a „kellő gondosság elvén alapuló rendszer” részét képező kockázatértékelési és kockázatcsökkentési intézkedéseket, továbbá az ellenőrzések gyakoriságát és jellegét, amelyeket a tagállamok hatáskörrel rendelkező hatóságai elvégeznek az ellenőrző szervezetek felett.